# Mirijam Unger
Mirijam Unger (* 13. Januar 1988 in Augsburg) ist eine deutsche Basketballspielerin.

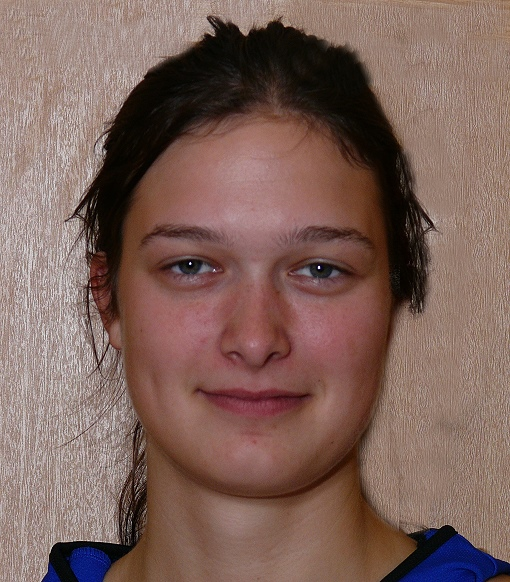
Mirijam Unger (2008)

Die 1,90 m große Athletin spielte anfangs sechs Jahre in einer Jungenmannschaft beim TV Augsburg. 
Durch den ehemaligen Damen-Bundestrainer und ihren Förderer Imre Szittya kam sie 2004 nach Nördlingen.
Sie spielte bis zum Abitur beim TSV Nördlingen und wurde als tragende Säule mit diesem in den Jahren 2007 und 2008 Meister der 2. Damen-Basketball-Bundesliga in der Gruppe Süd.
Die Spielerin, die auf den Positionen Power-Forward und Center eingesetzt wird, wurde in die U18 und U20-Nationalmannschaften berufen. Zur Spielzeit 2008/09 wechselte sie in die 1. Damen-Basketball-Bundesliga zum BC Marburg und von dort zur Saison 2009/2010 zum TSV 1880 Wasserburg, um dann zwei Spielzeiten später wieder an ihre alte Wirkungsstätte nach Nördlingen zurückzukehren.